# Come See Me Tonight
Come See Me Tonight (私に今夜会いに来て, Watashi ni Konya Ai ni Kite) é uma visual novel desenvolvida por Sekilala sobre um garoto cujos pais sumiram deixando-o com um milhão de Ienes e sem lar. Sua tia Chidori took him in e diz que ele deve escolher uma das garotas para se casar. O jogo te permite escolher entre Chidori, Hina que está lá para aprender a tomar conta do restaurante da família, ou as três filhas de Chidori. Há inclusive 2 opções extras que dependendo da escolha final poderá ficar com as 3 irmãs ou todas as 5 garotas — estas 2 opções são conhecidas como finais harém.
Teve uma sequência chamada Come See Me Tonight 2.

## Personagens
Tsugumi Yuki (結城 つぐみ)
A segunda filha da família Yuki. É uma garota impetuosa, argumentativa que é convicta que se você gritar alto o bastante, as pessoas entrarão na linha. É a primeira candidata a assumir o cargo de Head Hostess. Tem 19 anos.
Misago Yuki (結城　みさご)
A filha mais velha da família Yuki. Misago é muito amável e maternal, sendo muitas vezes o fator de forte tranquilizador que faz tudo funcionar. Ela é suave e extremamente boa em seu trabalho. Como do nada, ela fica absolutamente louca por qualquer coisa bonito e adorável e de repente se torna bastante agressiva! Tem 20 anos.
Kobato Yuki (結城　こばと)
A mais jovem da família Yuki. Não tem a mínima noção do que pretende da vida, porém deposita seu coração no restaurante por agora. Ela muito infantil e adora jogos. Tem 18 anos.
Chidori Yuki (結城　ちどり)
A líder das donas de casa e matriarca da família Yuki. Ela já chegou amar o pai de Ryoichi, por este motivo ela ajuda o garoto agora. Ela é uma mulher muito sexy que dirige o próprio restaurante. Seu sonho é que Ryoichi e uma de suas filhas tenham sucedam ela como donos do restaurante. Tem 40 anos.
Hina Aihara (相原　ひな)
A filha do mentor de Chidori, ela estuda no restaurante para poder algum dia ser a Head Hostess em seu próprio restaurante. Comete muitos erros, e é um tanto consciente disto, então, ela e Ryoichi possuem muito em comum. É muito determinada e admiras Ryoichi por não desistir. Tem 20 anos.